# Euryderus grossus
Euryderus grossus är en skalbaggsart som beskrevs av Thomas Say 1834. Euryderus grossus ingår i släktet Euryderus och familjen jordlöpare. Inga underarter finns listade i Catalogue of Life.